# Argia impura
Argia impura là một loài chuồn chuồn kim trong họ Coenagrionidae.
Argia impura is in 1842 voor het eerst wetenschappelijk beschreven door Rambur.